# Морозівка (Рівненський район)
Моро́зівка — село,у складі Корецької громади Рівненського району Рівненської області; колишній центр Морозівської сільської ради населення — 684 особи; перша згадка — 1629 рік[джерело?]. У селі діють загальноосвітня школа І–ІІІ ступенів, клуб, публічно-шкільна бібліотека, фельдшерсько-акушерський пункт, Свято-Іоано-Богословська церква. У 1966 році встановлено пам'ятний знак землякам, які загинули під час німецько-радянської війни.

## Географія
У селі річка Кобилянка впадає у річку Корчик.

## Історія
У 1906 році село Корецької волості Новоград-Волинського повіту Волинської губернії. Відстань від повітового міста 35 верст. Дворів 89, мешканців 611.

## Економіка
В селі (Монастирський хутір) діє ТОВ «Монашинські сири», що виробляє молокопродукцію.

## Відомі люди
Бобровський Олександр Захарович [Архівовано 18 травня 2015 у Wayback Machine.] — народився 24 листопада 1918 року в селі Морозівка, Корецького району. Учасник оборони Ленінград. У складі Червоної армії захоплював фінське місто Виборг. Брав участь в боях за Сталінград. Старший лейтенант. Нагороди: медаль «За оборону Ленінграда», медаль «За перемогу над Німеччиною у Великій Вітчизняній війні 1941—1945 рр.», ювілейна медаль «Двадцять років перемоги у Великій Вітчизняній війні 1941—1945 рр.», ювілейна медаль «Тридцять років перемоги у Великій Вітчизняній війні 1941—1945 рр.», ювілейна медаль «Сорок років перемоги у Великій Вітчизняній війні 1941—1945 рр.».
Данилюк Василь Омелянович [Архівовано 18 травня 2015 у Wayback Machine.] — Народився в селі Морозівка в 1919 році. На фронт призваний в 1944 році. Воював у складі військ II Білоруського фронту. Визволяв міста та села Польщі і Німеччини. Рядовий, стрілець. Нагороди: орден Червоної Зірки, орден Слави III ступеня, ювілейна медаль «Двадцять років перемоги у Великій Вітчизняній війні 1941—1945 рр.», ювілейна медаль «Тридцять років перемоги у Великій Вітчизняній війні 1941—1945 рр.».